# 清泉门
清泉门（Clearstream affair），是法国2004年涉及政坛高级官员的非法资金丑闻。
2004年法国一名法官收到匿名举报的一份包括内政部长萨尔科齐等高级官员的名单，指控他们在卢森堡“清泉金融公司”开有秘密账户，收受非法资金。经过一年的法庭调查，判定此指控纯属诬告。
法国《世界报》2006年4月28日的一篇文章指2004年时任外交部长的法国现总理德维尔潘指使高级情报官菲利普斯·龙多将军秘密调查时任内政部长的萨尔科齐。但《费加罗报》2006年6月2日的专访中由龙多将军否认了这种说法。